# Ama Dablam
Ama Dablam je hora, která se nachází v severovýchodním Nepálu. Hlavní vrchol měří 6812 m, vedlejší západní vrchol má 5563 m. Jméno hory lze přeložit jako „Matka s perlovým náhrdelníkem“. Mezi turisty a horolezci má Ama Dablam pověst nejkrásnější hory v oblasti Mount Everestu.

## Prvovýstup
Poprvé zdolali vrchol Ama Dablam v roce 1961 horolezci Mike Gill, Barry Bishop, Mike Ward a Wally Romanes, členové mezinárodní expedice.

## Čeští horolezci
První Čech na vrcholu Ama Dablam byl Miroslav Šmíd roku 1986. Zároveň vylezl jediný český prvovýstup a hned stylem sólo západní stěnou. Jihozápadním hřebenem poté vylezli roku 1996 Jiří Romaňák a Luděk Paleček, rok 1998 početná výprava, kterou vedl Josef Rybička, rok 2006 Aleš Morávek, rok 2009 Jakub Bouda a Jan Vesták, rok 2012 Roman Žaloudek a jaro roku 2017 Standa Čejp - noční sólo. V roce 2021 vylezli západní stěnou Zdeněk Hák a Jakub Kácha, jihozápadním hřebenem Jirka Stareček. V roce 2023 horu vylezli Lenka Poláčková a Jan Poláček. V květnu 2023 zdolal vrchol hory Tomáš Otruba. V listopadu 2023 stanuli na vrcholu i Jan Trávníček, Tomáš Prchal a Miloš Bohoněk, kteří při výstupu pomohli zachránit život šerpovi, jehož ve výšce kolem šesti tisíc metrů postihly zdravotní potíže.

Ama Dablam
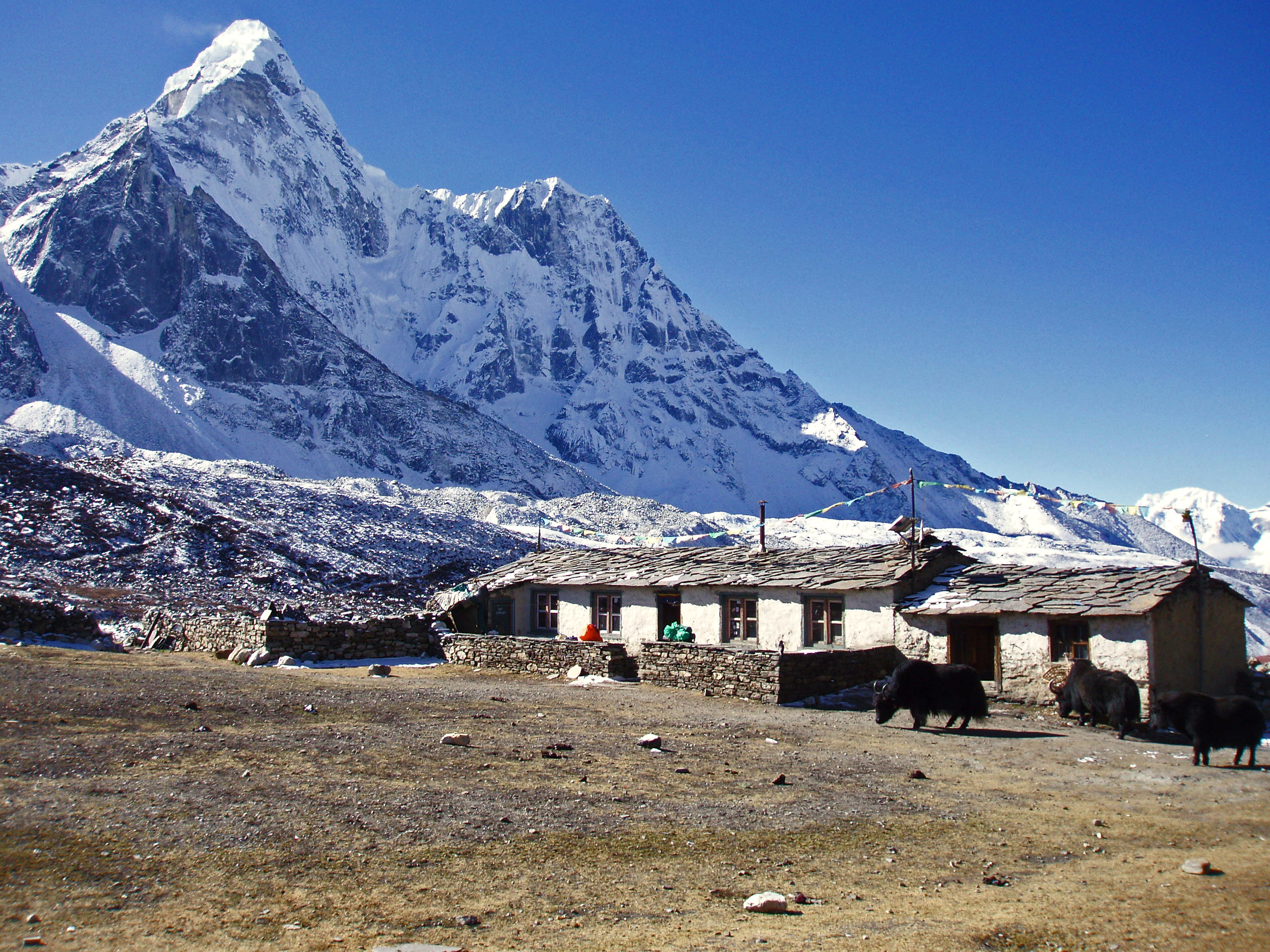
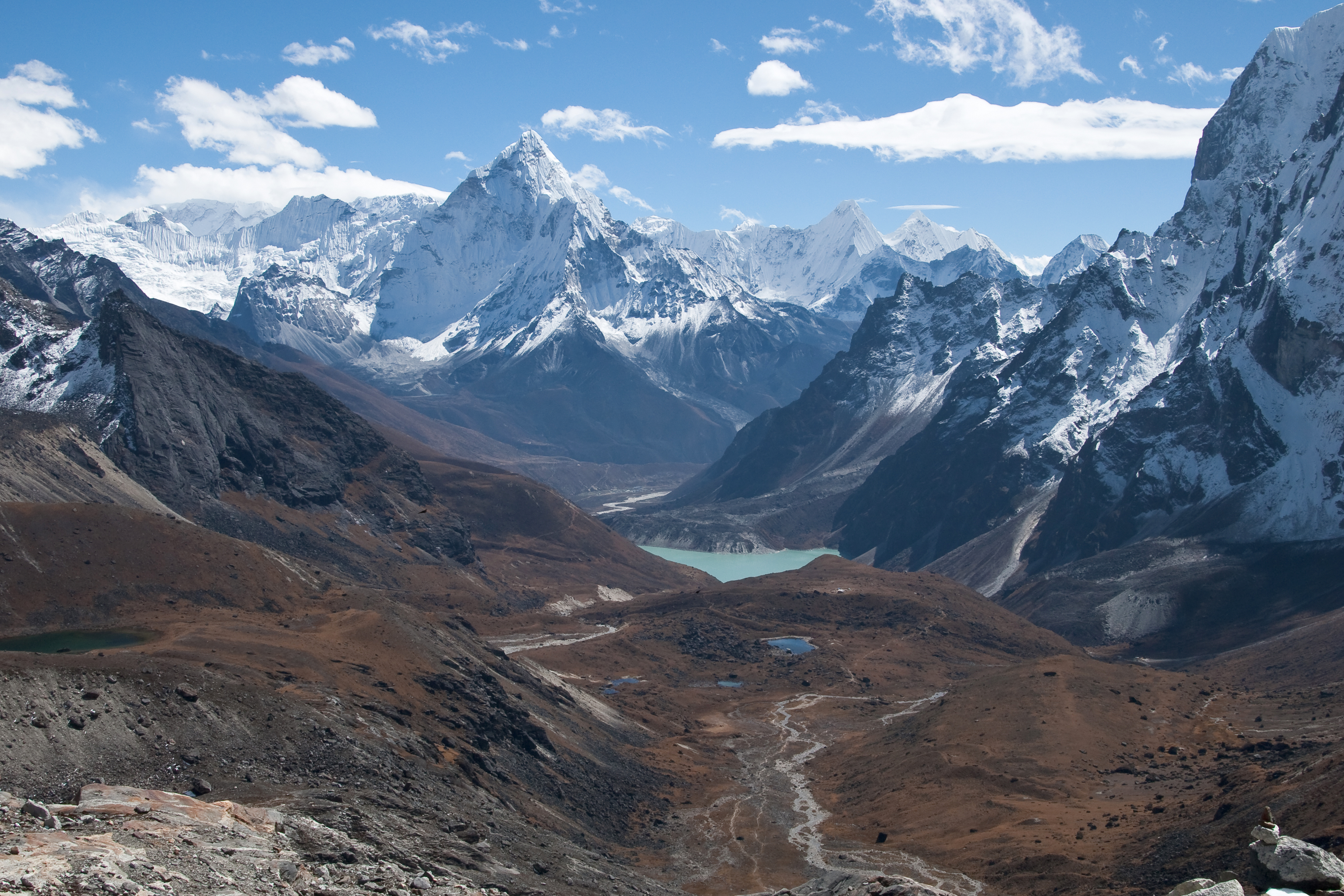
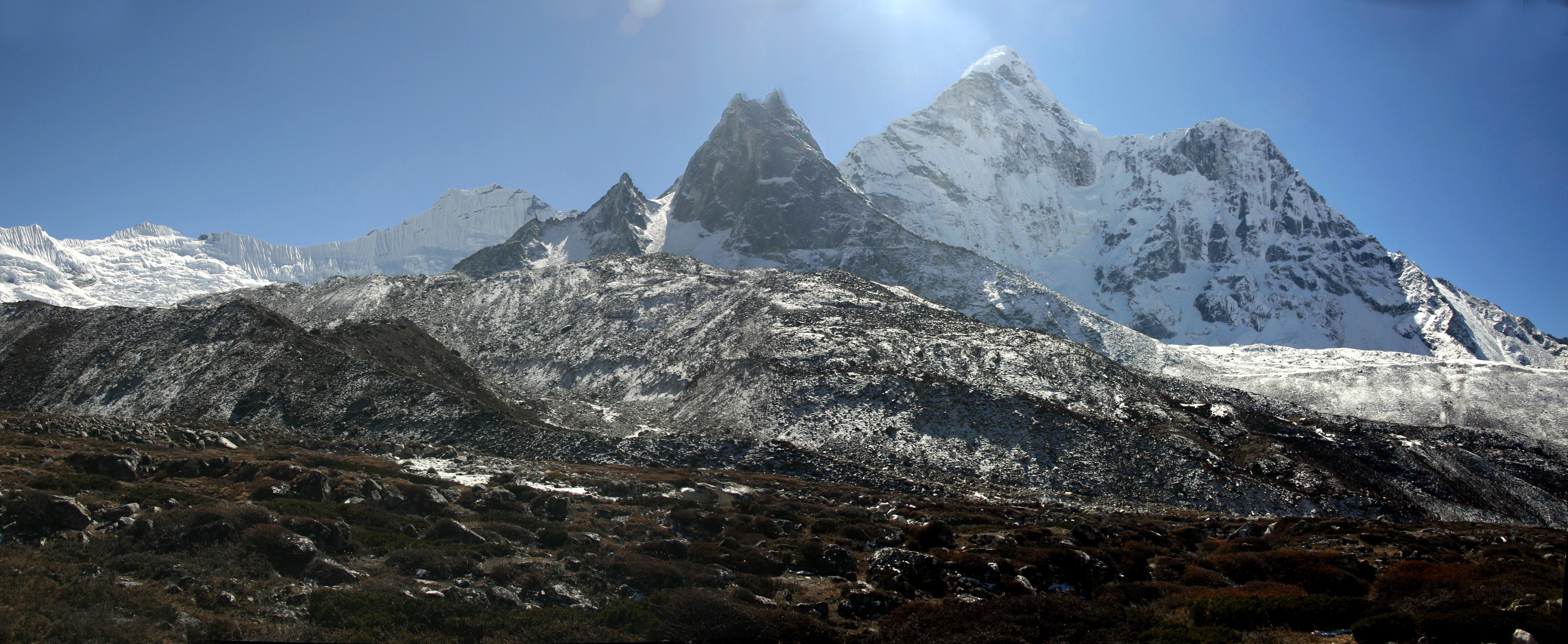
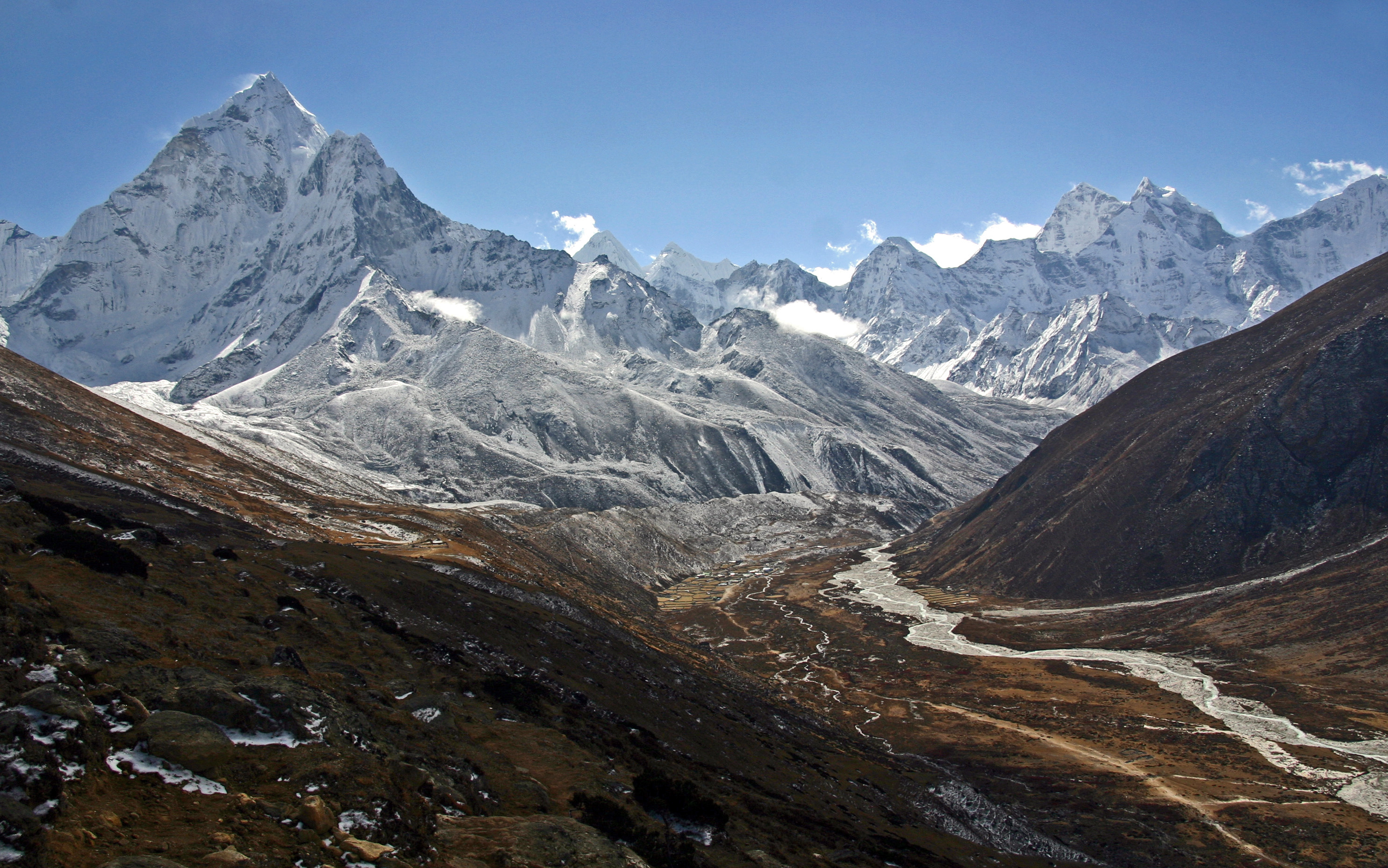
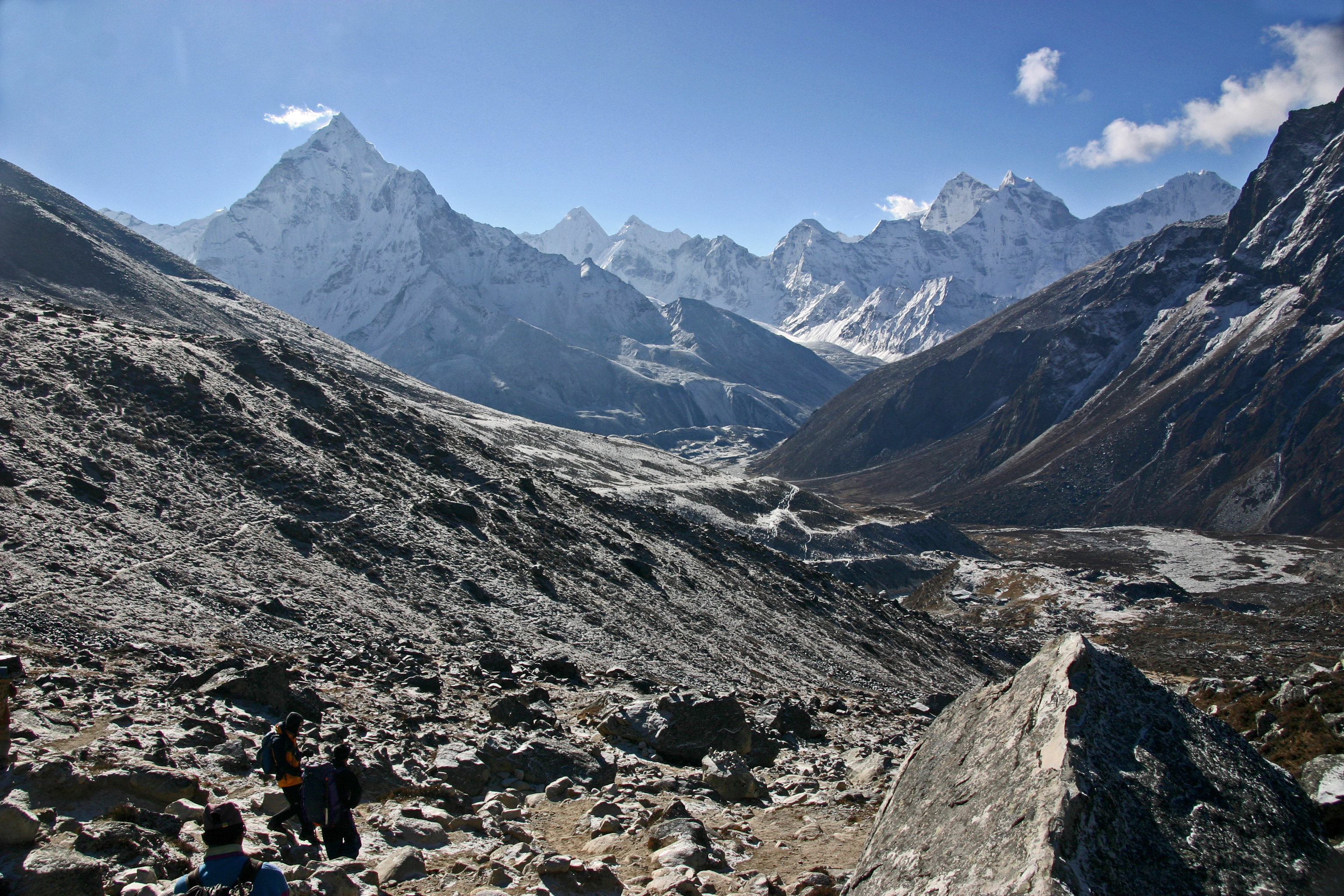
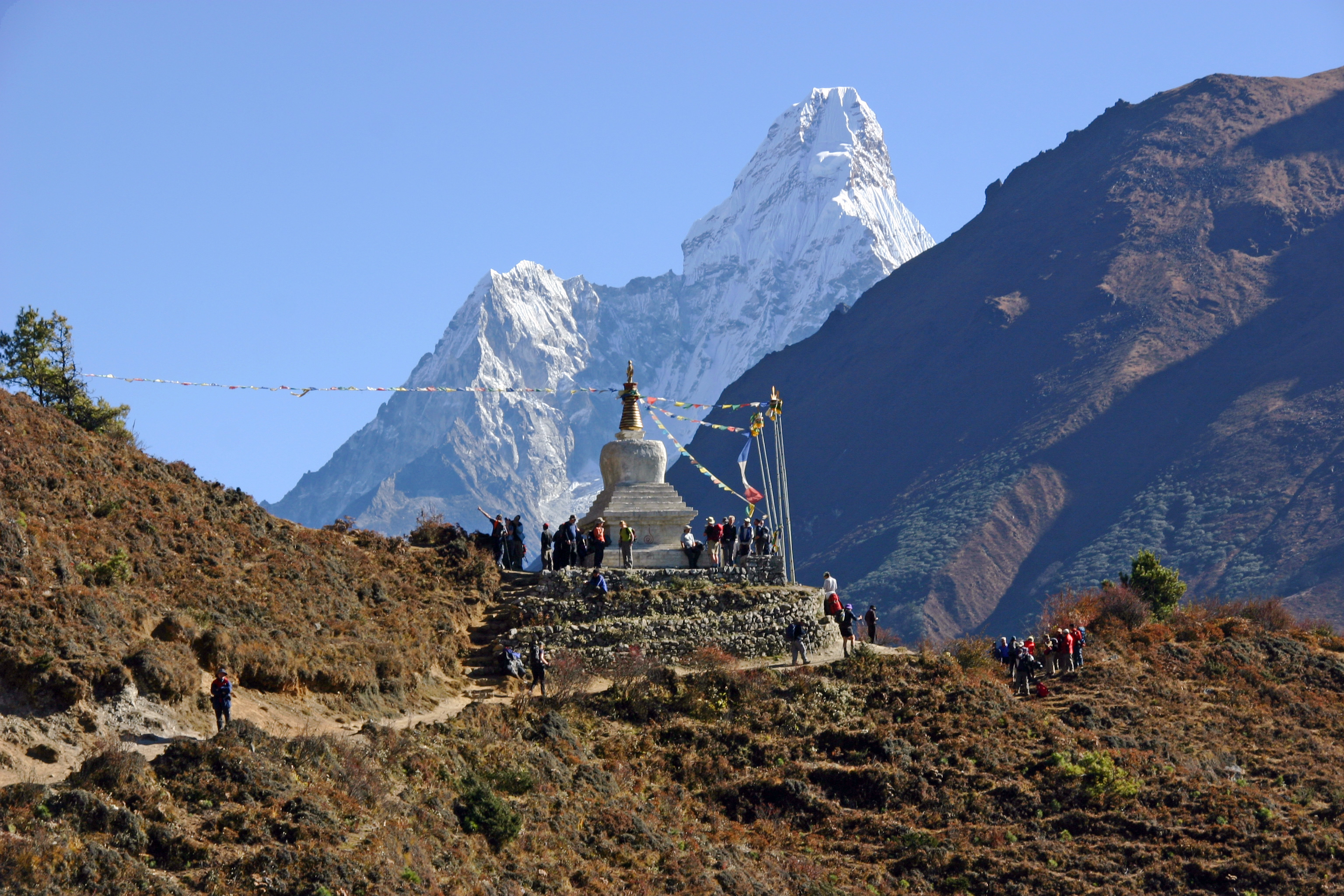